# Вендізе
Ве́ндізе (ест. Vendise küla) — село в Естонії, у волості Ляене-Сааре повіту Сааремаа.

## Населення
Чисельність населення на 31 грудня 2011 року становила 23 особи.

## Географія
Через село проходить автошлях 101 (Тиллі — Мустьяла — Таґаранна) та дорога Каарма — Саувере.

## Історія
До 12 грудня 2014 року село входило до складу волості Кярла.